# Edmonton (Kentucky)
Edmonton è un comune degli Stati Uniti d'America, situato nello Stato del Kentucky, nella Contea di Metcalfe, della quale è il capoluogo.